# Angelica Svanberg
Ottiliana Angelica Svanberg, född 5 februari 1846 i Uppsala, död 8 maj 1917 i Landskrona, var en svensk målare.
Hon var dotter till professorn Carl Johan Tornberg och Hedvig Angelica Svanberg och från 1872 gift med regementsläkaren Jöns Johan Albrecht Svanberg. Svanberg ägnade sig åt att kopiera äldre mästare som Sandro Botticelli och Anthonis van Dyck samt egenkomponerade genremotiv och stadsbilder. Hon skänkte en större summa pengar till Kristianstads stad för att användas till museiändamål samtidigt donerade hon en samling konst och konstföremål till staden. Svanberg är representerad i Trefaldighetskyrkan i Kristianstad med två kopior av 1600-talsepitafier över rådmannen Mats Lawesson och prosten Göran Christoffersen. Hon är troligen upphovsman till ett par skisser över skånska monumentalbyggnader som finns i Danmarks Nationalmuseum.